# Silvia Modig
Silvia Modig, född 8 juli 1976 i Helsingfors, är en finlandssvensk politiker och TV-journalist.
2011 blev Modig invald i Finlands riksdag för Vänsterförbundet. I Europaparlamentsvalet 2019 blev Modig invald med 51 844 röster från hela landet.

## Politisk karriär
Silvia Modig blev först invald till Helsingfors stadsfullmäktige 2008. År 2012 blev hon återvald och fick 2003 personliga röster, näst flest efter dåvarande Paavo Arhinmäki.
I riksdagsvalet 2011 fick Modig 4681 röster och blev invald till sitt första riksdagsmandat. I nästa val 2015 förnyade hon sin mandat med 6190 röster.
I europaparlamentsvalet 2019 blev Modig invald med 51 844 personliga röster och den enda europaparlamentariker för sitt parti.

## Privatliv
Modig är tvåspråkig och gick i en svenskspråkig skola.
Modig är en öppen homosexuell. Hon har varit i ett registrerat förhållande med Rakel Liekki men paret skilde sig år 2011. Sedan 2019 har hon varit gift med Meri Valkama som arbetar på Vänsterförbundets partikansli, de skildes 2023.
Från och med 1990-talet har hon varit vegetarian på grund av miljöfrågor.
Modig har dyslexi.
I sin ungdom dömdes Modig för grovt rattfylleri och olovlig körning.